# Dzwonkówka jedwabista

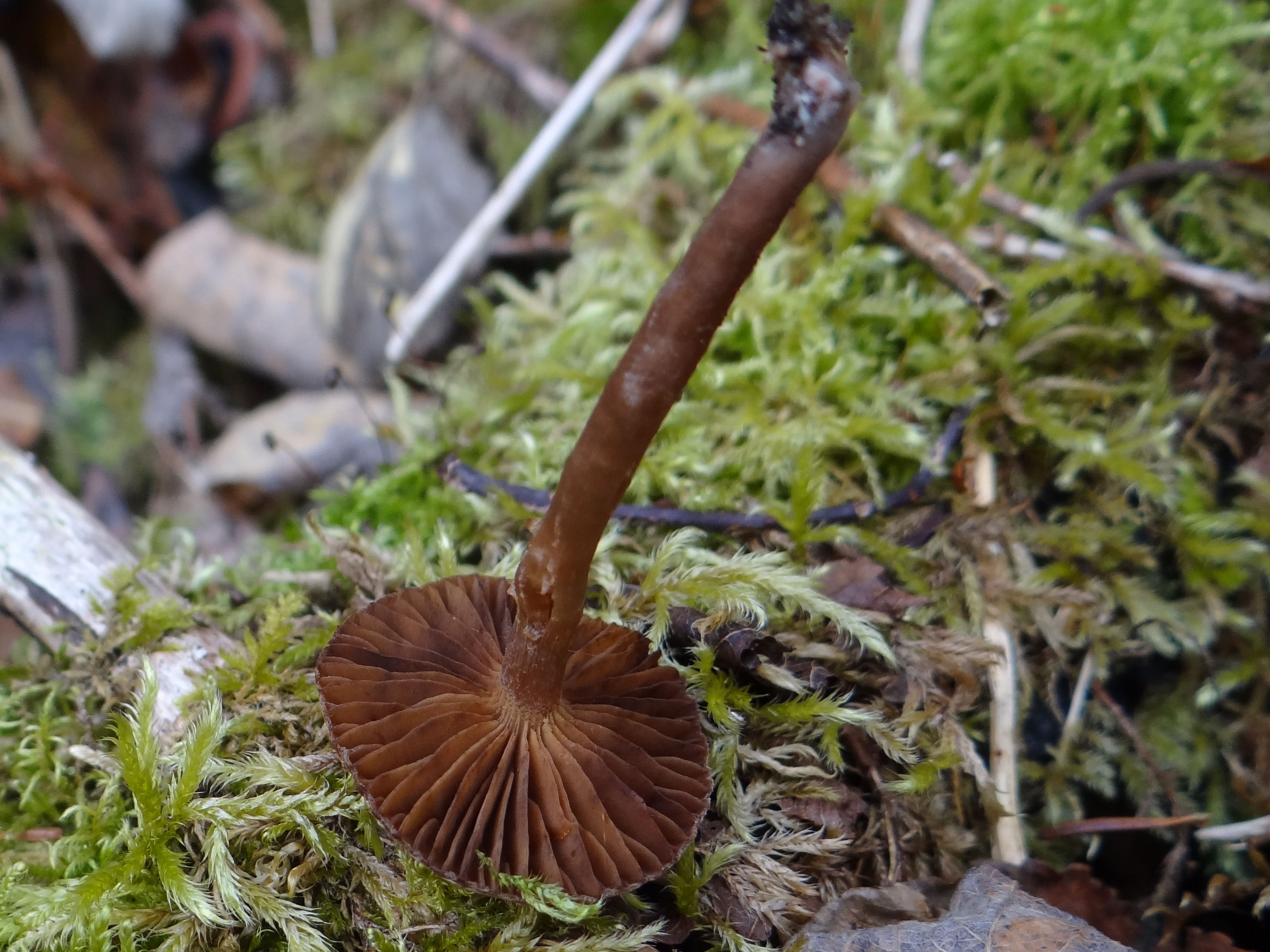

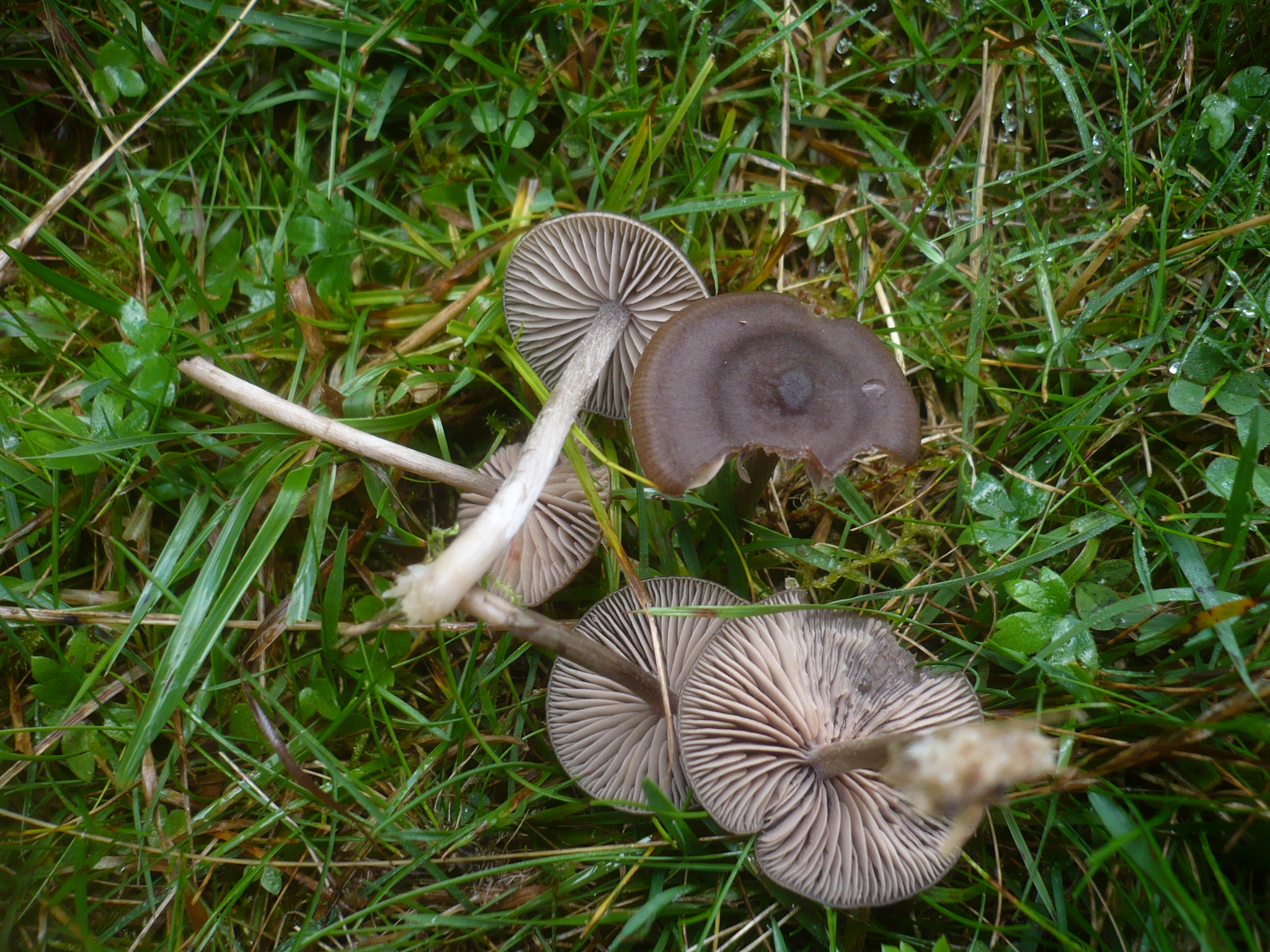

Dzwonkówka jedwabista (Entoloma sericeum Quél.) – gatunek grzybów z rodziny dzwonkówkowatych (Entolomataceae).

## Systematyka i nazewnictwo
Pozycja w klasyfikacji według Index Fungorum: Entoloma, Entolomataceae, Agaricales, Agaricomycetidae, Agaricomycetes, Agaricomycotina, Basidiomycota, Fungi.
Po raz pierwszy opisał go Lucien Quélet w 1872 r. Synonimów ma około 30. Niektóre z nich:

- Acurtis sericeus (Quél.) Singer, 1960
- Entoloma pascuum (Pers.) Donk 1949
- Entoloma sericeum f. flexipes (J. Favre) E. Horak 1993
- Entoloma sericeum f. luridofuscum (J. Favre) E. Horak 1993
- Entoloma sericeum f. nolaniforme (Kühner & Romagn.) Noordel. 1980
- Entoloma sericeum f. pallidum Battistin & Righetto 2010
- Entoloma sericeum f. rubellotactum (J. Favre) E. Horak 1993
- Entoloma sericeum subsp. antarcticum (Singer) E. Horak 1982
- Entoloma sericeum Quél. 1872 subsp. sericeum
- Entoloma sericeum var. antarcticum (Singer) T.W. May & A.E. Wood 1995
- Entoloma sericeum Quél. 1872 var. sericeum
- Rhodophyllus sericeus (Quél.) Quél. 1886
- Nolanea sericea (Quél.) P.D. Orton 1960

Stanisław Chełchowski w 1898 r. podawał nazwę wieruszka jedwabista lub dzwonkówka jedwabista, a Franciszek Błoński w 1896 r. rumieniaczek jedwabisty. W 2003 r. Władysław Wojewoda zaakceptował nazwę dzwonkówka jedwabista. Gatunek ten ma jeszcze jedną nazwę polską – dzwonkówka pastwiskowa, nadaną w 1898 r. przez S. Chełchowskiego dla Entoloma pascuum (Pers.) Donk, który to gatunek jest synonimem Entoloma sericeum.

## Morfologia
Kapelusz
Średnica 1,2–7,5 cm. Początkowo stożkowaty, potem kolejno stożkowatowypukły, płaskowypukły i rozpostarty, zazwyczaj z niewielkim zagłębieniem na środku. Brzeg początkowo podgięty, potem wyprostowany, ostry. Jest silnie higrofaniczny; w stanie wilgotnym w kolorze sepii, brązowym lub czerwonobrązowym, jaśniejszy przy brzegu, przeźroczysty i prążkowany do połowy, w stanie suchym płowiejący, jasnobrązowy, ochrowobrązowy lub szarobrązowy, błyszczący. Powierzchnia naga lub delikatnie promienisto włókienkowata, czasami pomarszczona.
Blaszki
W liczbie 22–50 z międzyblaszkami (l=3-7), gęste lub średniogęste, wykrojone lub prawie wolne, brzuchate, początkowo blado szarobrązowe, potem różowe, w końcu czerwonawo-brązowe. Ostrze nieregularne tej samej barwy.
Trzon
Wysokość 1,3–7,5 cm, grubość 2–6 mm, cylindryczny lub spłaszczony, zazwyczaj o długości równej średnicy kapelusza. Powierzchnia szarobrązowa lub żółtobrązowa, prawie tej samej barwy co kapelusz lub jaśniejsza, podłużnie silnie srebrzysto prążkowana z luźnymi włókienkami, rzadko błyszcząca lub naga z pojedynczymi włókienkami. W górnej części czasami oprószony, u podstawy biało filcowaty.
Miąższ
Tej samej barwy co powierzchnia, w kapeluszu raczej kruchy, w trzonie jędrny. Zapach i smak silnie zjełczały.
Cechy mikroskopijne
Zarodniki izodiametryczne, 7–10,5 × 6,5–9,5 μm, w widoku z boku 5-kątowe o wyraźnych kątach. Podstawki 24–45 × 10,5–12,5 (–17,5), 4-zarodnikowe, ze sprzążkami. cystyd brak. Strzępki skórki cylindryczne, o szerokości 2,5–12 μm. Wewnątrzkomórkowy, inkrustowany pigment występuje w komórkach skórki i tramie kapelusza. W strzępkach hymenium liczne sprzążki.
Gatunki podobne
Dzwonkówka jedwabista jest łatwo rozpoznawalnym gatunkiem o ciemnobrązowym kolorze, srebrzysto-prążkowanym trzonie i silnym mączystym zapachu i smaku. Mikroskopowo charakterystyczne są jej izodiametryczne zarodniki. Podobny kolor kapelusza ma dzwonkówka szara (Entoloma rhodopolium), ale występuje w lasach, podczas gdy dzwonkówka jedwabista wyłącznie na terenach trawiastych. Dzwonkówka żeberkowanoblaszkowa (Entoloma costatum) odróżnia się mikroskopowo brakiem sprzążek.

## Występowanie i siedlisko
Dzwonkówka jedwabista w Europie jest szeroko rozprzestrzeniona, występuje na całym obszarze od Hiszpanii po północne krańce Półwyspu Skandynawskiego, jest także w Islandii. Występuje także w środkowej części Ameryki Północnej i na Alasce. Podano jej stanowiska również w Afryce Północnej (Maroko), na Nowej Zelandii i w dwóch miejscach Australii. W literaturze naukowej na terenie Polski do 2003 r. podano liczne stanowiska. Jest pospolita.
Grzyb naziemny. Występuje na terenach trawiastych; na łąkach, pastwiskach, w parkach, na przydrożach, obrzeżach lasów, w ogrodach botanicznych. Owocniki wytwarza od maja do października.